# Documenta 8

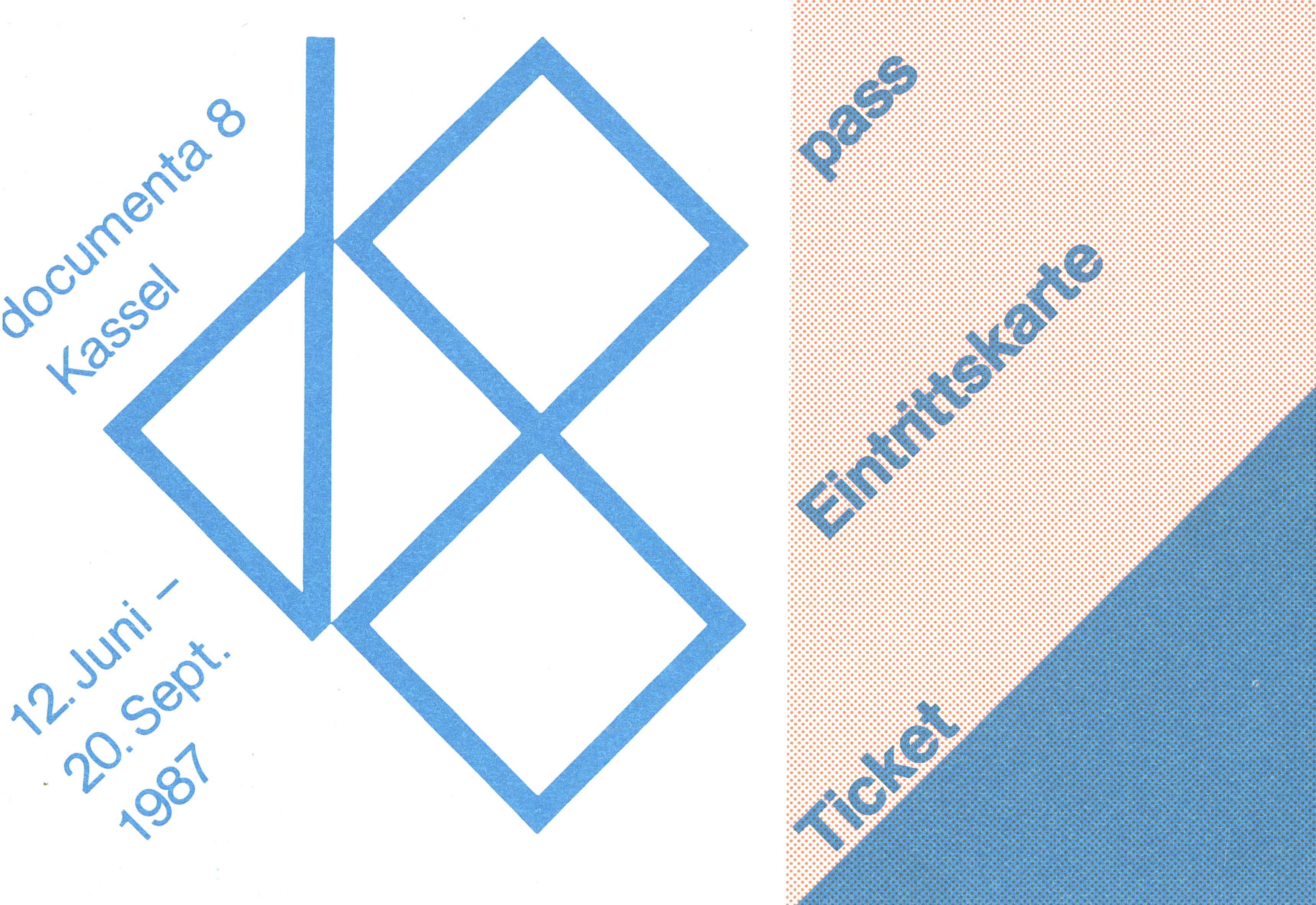
Inträdesbiljett med logo

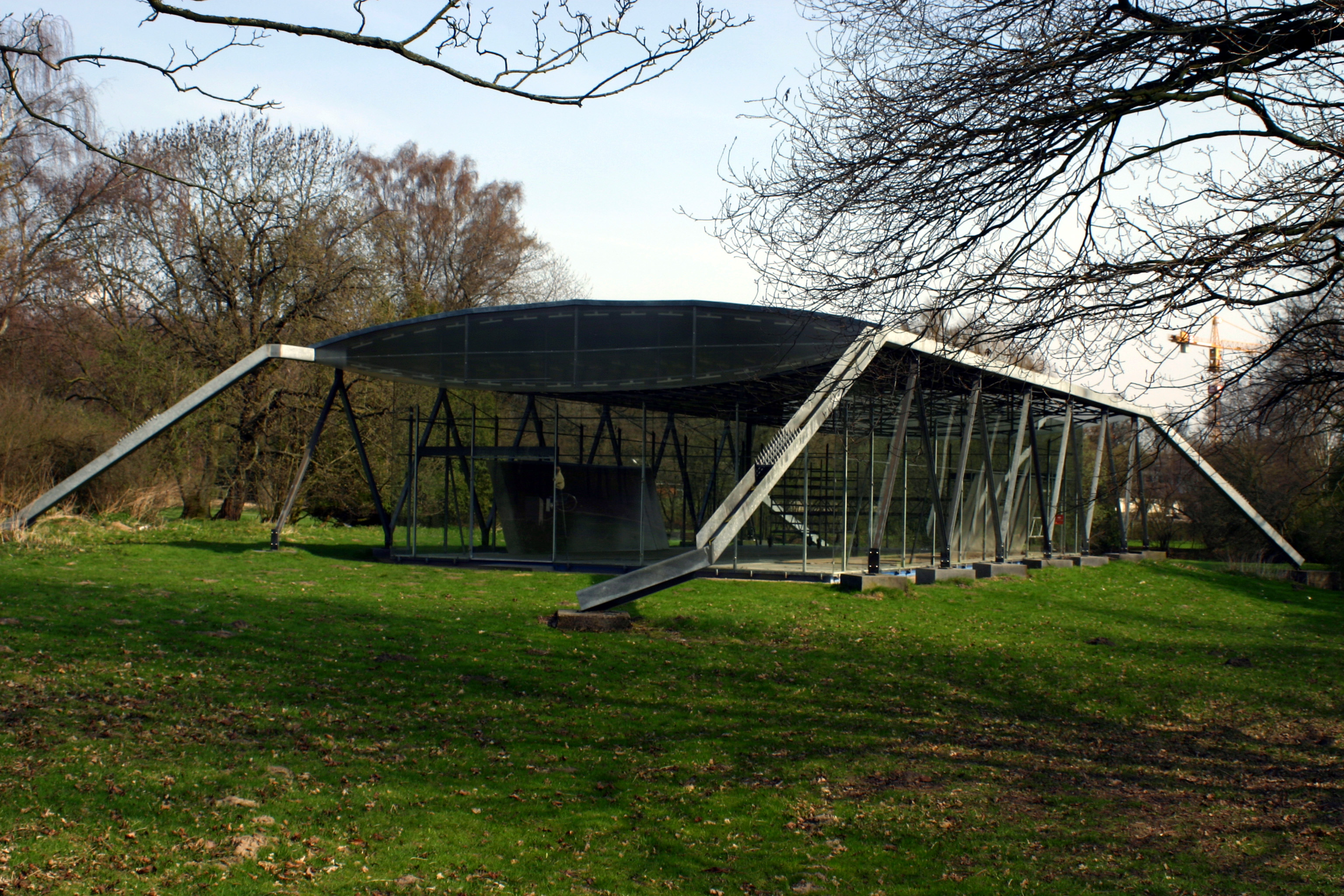
Pavillon av Stefan Wewerka, senare flyttat till Münster

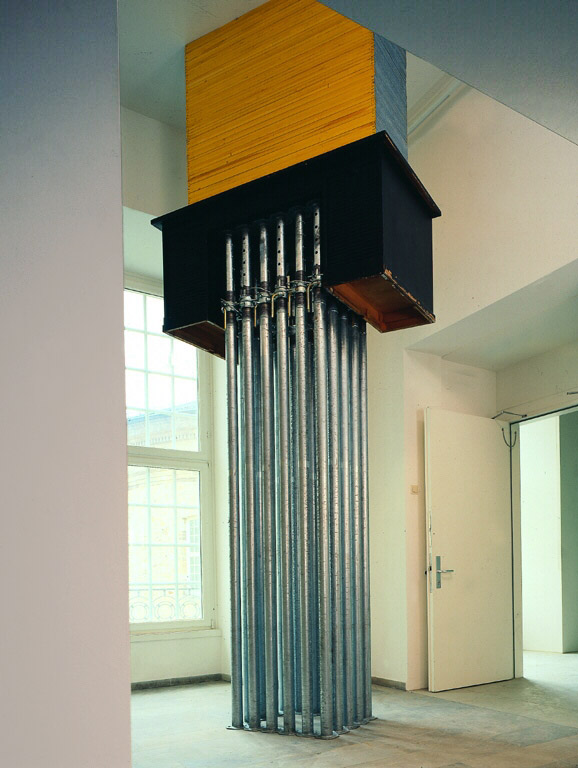
Installationen Understützende Massnahmen anmassend I av Eberhard Bosslet

documenta 8 var den åttonde documenta-utställningen av samtida konst i Kassel i Tyskland, vilken hölls mellan 12 juni och 20 september 1968. 
Konstnärlig ledare för documenta 8 var Magnus Schneckerburger. 
Utställningen hade 474 417 besökare.

## Deltagare i urval
- Marina Abramović
- Terry Allen
- Juan Allende-Blin
- Charles Amirkhanian
- Beth Anderson
- Laurie Anderson
- Ida Applebroog
- Ron Arad
- Siah Armajani
- John Armleder
- Antonin Artaud
- Richard Artschwager
- Robert Ashley
- Charles Atlas
- Alice Aycock
- Hugo Ball
- Giacomo Balla
- Joan La Barbara
- Clarence Barlow
- Luciano Berio
- Joseph Beuys
- Dara Birnbaum
- Óscar Tusquets Blanca
- Lyn Blumenthal
- Christian Boltansi
- Eberhard Bosslet
- George Brecht
- Shawn Brixey
- Bazon Brock
- Christine Brodbeck
- Klaus vom Bruch
- Chris Burden
- Emil František Burian
- Scott Burton
- Jean-Marc Bustamante
- James Lee Byars
- John Cage
- Monty Cantsin
- Ian Carr-Harris
- Michel Chion
- Henning Christiansen
- Bob Cobbing
- Philip Corner
- Tony Cragg
- Enzo Cucchi
- Alvin Curran
- Fortunato Depero
- Charles Dodge
- Reinhard Döhl
- François Dufrêne
- Ed Emshwiller
- Max Ernst
- Rainer Werner Fassbinder
- Luc Ferrari
- Ian Hamilton Finlay
- Eric Fischl
- Bill Fontana
- Terry Fox
- Gloria Friedmann
- Jochen Gerz
- John Giorno
- Gary Glassman
- Vinko Globokar
- Heiner Goebbels
- Jack Goldstein
- Malcolm Goldstein
- Zvi Goldstein
- Leon Golub
- Peter Gordon
- Antony Gormley
- Gorilla Tapes
- Glenn Gould
- Ingo Günther
- Brion Gysin
- Hans Haacke
- Peter Handke
- Newton Harrison
- Raoul Hausmann
- Helmut Heissenbüttel
- Bernard Heidsieck
- Hans G. Helms
- Pierre Henry
- Dick Higgins
- Gary Hill
- Åke Hodell
- Hans Hollein
- Jenny Holzer
- Nan Hoover
- Madelon Hooykaas
- Stephan Huber
- Richard Huelsenbeck
- Isidore Isou
- Arata Isozaki
- Sanja Iveković
- Alfredo Jaar
- Ernst Jandl
- Marcel Janco
- Alfred Jarry
- Sergei Alexandrowitsch Jessenin
- Magdalena Jetelová
- Bengt Emil Johnson
- Joan Jonas
- Mauricio Kagel
- Vassilij Kandinskij
- Allan Kaprow
- Dani Karavan
- Tadashi Kawamata
- Niek Kemps
- Anselm Kiefer
- Jürgen Klauke
- Norbert Klassen
- Josef Paul Kleihues
- Astrid Klein
- Carole Ann Klonarides
- Imi Knoebel
- Alison Knowles
- Richard Kostelanetz
- Barbara Kruger
- Christina Kubisch
- Ilmar Laaban
- Wolfgang Laib
- Ange Leccia
- Maurice Lemaître
- Les Levine
- Annea Lockwood
- Robert Longo
- Chip Lord
- Alvin Lucier
- Jackson Mac Low
- Liz Magor
- Mako Idemitsu
- Stéphane Mallarmé
- Chris Mann
- Filippo T. Marinetti
- Javier Mariscal
- Friederike Mayröcker
- Steve McCaffery
- Alessandro Mendini
- Meredith Monk
- Charles Willard Moore
- Robert Morris
- Jasper Morrison
- Tim Morrison
- Charles Morrow
- Heiner Müller
- Maurizio Nannucci
- Joseph Nechvatal
- Maria Nordman
- Marcel Odenbach
- Pauline Oliveros
- Yoko Ono
- Julian Opie
- Tony Oursler
- Nam June Paik
- Charlemagne Palestine
- Oskar Pastior
- Gustav Peichl
- Giuseppe Penone
- Francis Picabia
- Pablo Picasso
- Robert HP Platz
- Paul Pörtner
- Carlo Quartucci
- David Rabinowitch
- Horațiu Rădulescu
- Bruno Reichlin
- Fabio Reinhart
- Gerhard Richter
- Joachim Ringelnatz
- Amadeo Roldán
- Ulrike Rosenbach
- Rachel Rosenthal
- Aldo Rossi
- Jerome Rothenberg
- Ulrich Rückriem
- Eugeniusz Rudnik
- Gerhard Rühm
- Luigi Russolo
- Walther Ruttmann
- Carles Santos Ventura
- Julião Sarmento
- Pierre Schaeffer
- R. Murray Schafer
- Paul Scheerbart
- Arleen Schloss
- Dieter Schnebel
- Rob Scholte
- Thomas Schütte
- Buky Schwartz
- Fritz Schwegler
- Kurt Schwitters
- Walter Serner
- Richard Serra
- Michel Seuphor
- Roman Signer
- Susana Solano
- Ettore Sottsass
- Serge Spitzer
- Klaus Staeck
- Elsa Stansfield
- Philippe Starck
- Lisa Steele
- Demetrio Stratos
- Akio Suzuki
- Mark Tansey
- Anne Tardos
- Nahum Tevet
- Kim Tomczak,
- George Trakas
- Tristan Tzara
- Ulay
- Micha Ullman
- Oswald Mathias Ungers
- Edgar Varèse
- Woody Vasulka
- Edin Velez
- Jan Vercruysse
- Bill Viola
- Jeff Wall
- Michael Witlatschil
- Krzysztof Wodiczko
- Silvio Wolf
- Wolf Wondratschek
- Bill Woodrow
- Paul Wühr
- Graham Young